# José Adalberto Machado
José Adalberto Machado (- Recife, 14 de junho de 2010), mais conhecido como Birungueta, foi um ex-futebolista que atuou nas década de 1960 e década de 1970. Atuou no Fortaleza e no Santa Cruz.